# ضريح سرداران مكري
ضريح سرداران مكري (بالفارسية: آرامگاه سرداران مکری) هو ضريح تاريخي يعود إلى القاجاريون، ويقع في بوكان.